# アルフレート・フラトー
アルフレート・フラトー（Alfred Flatow, 1869年10月3日 - 1942年12月28日）は、ドイツの体操選手。
1896年に開催されたアテネオリンピックの体操競技で、金メダル3個、銀メダル1個の合計4つのメダルを獲得している 。第二次世界大戦中、ホロコーストの犠牲となって1942年に死去した。

## 生涯
1888年に運動選手としてのキャリアを始めたフラトーは、おおむね体操競技に出場していたが、重量挙げ選手や陸上競技選手としても活躍していた。1896年に開催されたアテネオリンピックで、フラトーはドイツ代表チームの一員として、従弟にあたるグスタフ・フラトーとともに参加した。フラトーは鉄棒団体競技と平行棒団体競技で金メダル獲得に貢献し、個人種目でも平行棒で金メダル、鉄棒で銀メダルを獲得した。
オリンピック終了後にドイツに凱旋したフラトーを待ち受けていたのは、彼を含めた大半の選手たちに対する競技活動禁止処分だった。それは、当時のドイツ国内で体操競技を統括していた団体Deutsche Turnerschaftがオリンピックを「非ゲルマン的」であることを理由にボイコットしたためだった。
フラトーはアテネオリンピック出場以前の1890年から体操競技の指導者として働き、20世紀の初頭には、自身のスポーツ体験についての著述を始めている。
1933年になると、フラトーは彼がユダヤ人であることを理由に体操クラブの会員資格を「自主的に」返上することを強いられた。フラトーを取り巻く環境は年々悪化の一途を辿っていたが、それでも彼は、1936年に開催されたベルリンオリンピックにおいてドイツの金メダリストの一員として招待される栄誉を受けた。
フラトーは1938年に、ドイツ国内でますます激化する反ユダヤ主義から逃れようとして、従兄弟でかつてのチームメイトでもあるグスタフが逃れ住んでいたオランダへと脱出した。しかし、ドイツはオランダを後に占領し、フラトーはドイツ体操連盟の首脳陣が彼の助命を嘆願したにもかかわらず1942年10月3日に逮捕されてテレージエンシュタット強制収容所へ監禁された。フラトーはその年の暮れに、収容所で餓死した。なお、従兄弟のグスタフも、同じくテレージエンシュタット強制収容所で1945年1月29日に死去している。

## 死後

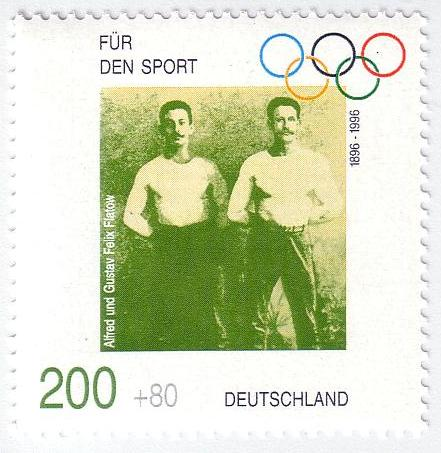
ドイツポスト社が発行したアルフレートとグスタフの記念切手

1987年にドイツ体操連盟は、アルフレートとグスタフの両名にちなんで優秀なオールラウンドプレイヤーの体操選手に対して贈られる「フラトー賞」（Flatow Medal）を創設した。1996年にドイツポスト社は、近代オリンピック100年を記念して4枚1セットの切手を発売した。そのうちの1枚には、両名の写真が採用されている。
1997年には、ベルリン市のオリンピックスタジアム近くの通り「Reichssportfeldstraße」が「Flatowallee（フラトー通り）」と改称された。また、クロイツベルク（en:Kreuzberg）にあるFlatow-Sporthalle（フラトースポーツ会館）にも両名を記念する額が掲げられた。

## オリンピックでの成績
| 年   | 大会               | 場所               | 種目       | 結果     |
| ---- | ------------------ | ------------------ | ---------- | -------- |
| 1896 | アテネオリンピック | アテネ（ギリシャ） | 跳馬       | 順位不明 |
| 1896 | アテネオリンピック | アテネ（ギリシャ） | 平行棒     | 1位      |
| 1896 | アテネオリンピック | アテネ（ギリシャ） | 平行棒団体 | 1位      |
| 1896 | アテネオリンピック | アテネ（ギリシャ） | 鉄棒       | 2位      |
| 1896 | アテネオリンピック | アテネ（ギリシャ） | 鉄棒団体   | 1位      |
| 1896 | アテネオリンピック | アテネ（ギリシャ） | つり輪     | 順位不明 |
| 1896 | アテネオリンピック | アテネ（ギリシャ） | あん馬     | 順位不明 |